# 金星青年出版社
金星青年出版社（朝鲜语：／）是朝鲜民主主义人民共和国的出版社，成立于1946年4月20日，总部位于平壤市平川区域。“金星”之名取自朝鲜第一任领导人金日成。

## 简介
金星青年出版社初创时名为“平壤儿童文化社”（朝鲜语：／）。此后多次更名，1975年8月15日起改为现名。该出版社主要出版中小学青少年图书。而在高等教育图书出版社和金日成综合大学出版社成立前，该社还负责出版各级学校和少年儿童使用的教科书。
金星青年出版社的代表性刊物有社會主義愛國青年同盟机关刊物《青年前卫》（报纸）、《大学生》（杂志）、对外宣传出版的《朝鲜青年学生》等。

## 主要出版物
- 青年前卫（朝鲜语：／）
- 大学生（朝鲜语：／）
- 朝鲜青年学生（朝鲜语：／）
- 少年报（朝鲜语：／）
- 儿童百科全书（朝鲜语：／）